# Pacific Gas & Electric (band)
Pacific Gas & Electric was een Amerikaanse bluesrockband uit de jaren 60 en 70. De band werd geleid door zanger Charlie Allen. Hun grootste hit was "Are You Ready?".
De band werd opgericht in Los Angeles in 1967 door gitarist Tom Marshall, bassist Brent Blok, tweede gitarist Glenn Schwartz (voorheen van The James Gang) en drummer Charlie Allen, die eerder speelde in de band Bluesberry Jam. Toen duidelijk werd dat Allen de beste zanger was in de nieuwe groep, werd hij de leider, en Frank Cook, die eerder speelde bij Canned Heat, kwam achter het drumstel te zitten. De band was oorspronkelijk bekend als de Pacific Gas and Electric Blues Band, maar ze kortten hun naam in zodra ze een contract ondertekenden met Kent Records en hun album Get In On in begin 1968 uitgaven. De plaat werd geen succes, maar na prestaties van de band op het Miami Pop Festival in mei 1968 kregen ze een contract aangeboden van Columbia Records.
Hun eerste album voor Columbia, Pacific Gas and Electric, werd uitgegeven in 1969, maar ze bereikten groter succes met hun volgende album, Are You Ready, in 1970. Het titelnummer bereikte nummer 14 op de Billboard Hot 100.
Nadat het album was opgenomen raakte Cook gewond bij een auto-ongeluk en werd hij vervangen door Ron Woods. Cook bleef aan als manager. Marshall en Schwartz verlieten de band en werden vervangen door Frank Petricca (bas) en Ken Utterback (gitaar). Ongewoon voor die tijd was dat de band zowel zwarte en blanke muzikanten had, wat leidde tot rellen en een vuurgevecht bij een evenement tijdens een grootschalige tour van de band in Raleigh.
In 1971 veranderde de band haar naam in PG & E, na druk van het energiebedrijf met dezelfde naam. De band breidde zich uit; Alfred Galago, Vergilius Gonsalves, Stanley Abernathy en Jerry Aiello kwamen erbij. De band werd korte tijd later gesplitst. Hun laatste album met de naam Pacific Gas & Electric Starring Charlie Allen werd opgenomen door Allen met studiomuzikanten en werd uitgebracht op het Dunhill-label in 1973.

## Discografie

### Albums
| Album met eventuele hitnotering(en) in de Nederlandse Album Top 100 | Datum van verschijnen | Datum van binnenkomst | Hoogste positie | Aantal weken | Opmerkingen |
| ------------------------------------------------------------------- | --------------------- | --------------------- | --------------- | ------------ | ----------- |
| Get it on                                                           | 1968                  | -                     |                 |              |             |
| Pacific Gas & Electric                                              | 1969                  | -                     |                 |              |             |
| Are you ready                                                       | 1970                  | -                     |                 |              |             |
| P G & E                                                             | 1971                  | -                     |                 |              |             |
| Pacific Gas & Electric starring Charlie Allen                       | 1973                  | -                     |                 |              |             |

### Singles
| Single met eventuele hitnotering(en) in de Nederlandse Top 40 | Datum van verschijnen | Datum van binnenkomst | Hoogste positie | Aantal weken | Opmerkingen                           |
| ------------------------------------------------------------- | --------------------- | --------------------- | --------------- | ------------ | ------------------------------------- |
| Are you ready                                                 | 1970                  | 01-08-1970            | 2               | 12           | #2 in de Single Top 100 / Alarmschijf |

### NPO Radio 2 Top 2000
| Nummer met noteringen in de NPO Radio 2 Top 2000 | '99  | '00  | '01  | '02  | '03  | '04  | '05  | '06-'07 | '08  | '09  | '10  |
| ------------------------------------------------ | ---- | ---- | ---- | ---- | ---- | ---- | ---- | ------- | ---- | ---- | ---- |
| Are You Ready?                                   | 1133 | 1652 | 1707 | 1672 | 1344 | 1300 | 1958 | -       | 1998 | 1775 | 1962 |

1. ↑  Een '-' betekent dat het nummer niet was genoteerd en een vetgedrukt getal geeft de hoogste notering aan.
2. ↑  Deze tabel is bijgewerkt tot en met de laatste editie (2024).